# ESO 137-001
ESO 137-001 (ou PGC 57532) est une galaxie spirale barrée située dans la constellation du Triangle austral. Sa vitesse par rapport au fond diffus cosmologique est de 4 732 ± 8 km/s, ce qui correspond à une distance de Hubble de 69,8 ± 4,9 Mpc (∼228 millions d'al).
Selon la base de données Simbad, ESO 137-001 est une galaxie candidate au titre de galaxie active. De plus, elle est aussi une galaxie à sursauts de formation d'étoiles,.

## Galaxie méduse

Image composite de ESO 137-001 réalisée d'après les observations des télescopes spatiaux Hubble (spectre optique) et Chandra (rayons X). Aux rayons X, la queue de gaz extrait de la galaxie apparaît en violacée.

ESO 137-001 est un cas d'école d'un type de galaxie particulière dit « méduse ». Les galaxies méduses sont des galaxies dépouillées de leur milieu interstellaire par leur interaction avec leur environnement, plus précisément avec le milieu intra-amas qu'elles traversent à vive allure. Ces galaxies se caractérisent par la présence d'une traîne de gaz et d'étoiles dans leur sillage.
ESO 137-001 fait partie de l'amas de galaxies Abell 3627. La galaxie se déplace à travers l'amas à une vitesse de près de 7 millions de km/s. La pression exercée à l'avant de la galaxie lors de son déplacement en a extrait une queue de gaz qui s'étend sur environ 400 000 années-lumière de distance. La galaxie est munie de « tentacules » bleutés traînants dans son sillage, constitués de jeunes amas d'étoiles nés du gaz extrait.